# Desmatoneura niveisquamis
Desmatoneura niveisquamis är en tvåvingeart som först beskrevs av Enrico Adelelmo Brunetti 1909.  Desmatoneura niveisquamis ingår i släktet Desmatoneura och familjen svävflugor.
Artens utbredningsområde är Pakistan. Inga underarter finns listade i Catalogue of Life.